# Gaboni bozótposzáta
A gaboni bozótposzáta (Bradypterus grandis) a verébalakúak (Passeriformes) rendjébe, ezen belül a tücsökmadárfélék (Locustellidae) családjába és a Bradypterus nembe tartozó faj. 18 centiméter hosszú. Gabon, Kamerun, a Kongói Köztársaság és a Közép-afrikai Köztársaság mocsaras területein él. Feltehetően kis gerinctelenekkel táplálkozik. Mérsékelten fenyegetett életterületének csökkenése miatt. 

## Fordítás
- Ez a szócikk részben vagy egészben  a   Dja River scrub warbler című angol Wikipédia-szócikk fordításán alapul.  Az eredeti cikk szerkesztőit annak laptörténete sorolja fel. Ez a jelzés csupán a megfogalmazás eredetét és a szerzői jogokat jelzi, nem szolgál a cikkben szereplő információk forrásmegjelöléseként.